# Tinh dầu thông
Tinh dầu thông là một tinh dầu thu được từ chưng cất hơi lá kim, cành non và quả nón của một số loài thông, cụ thể như từ loài Pinus sylvestris.
Nó được sử dụng trong liệu pháp dầu thơm, như một chất tạo mùi thơm trong các loại dầu tắm, như một sản phẩm tẩy rửa hay như dầu bôi trơn trong các thiết bị đồng hồ nhỏ và đắt tiền. Nó cũng là chất khử mùi và kháng khuẩn tự nhiên. Nó cũng có thể được dùng làm thuốc tẩy uế, dầu xoa bóp và thuốc khử trùng. Nó cũng được dùng làm thuốc diệt cỏ hữu cơ có hiệu lực, trong đó tác động của nó là biến đổi lớp cutin dạng sáp của thực vật làm cho cây bị mất nước.
Tinh dầu thông khác với các sản phẩm khác từ thông, như turpentin (dầu nhựa thông) là thành phần có điểm sôi thấp từ việc chưng cất nhựa thông, hay rosin (colophan), là phần bã rắn còn lại sau khi chưng cất turpentin.
Về mặt hóa học, tinh dầu thông bao gồm chủ yếu là các rượu tecpen vòng. Nó cũng có thể chứa các hydrocarbon, ete và este tecpen. Thành phần chính xác phụ thuộc vào các yếu tố khác nhau, như chủng loại thông nào hay loại nguyên liệu (lá kim, cành non hay quả nón) đầu vào.
Trong công nghiệp, tinh dầu thông được dùng trong tách chiết kim loại ra khỏi quặng. Chẳng hạn, trong tách chiết đồng thì dầu thông được dùng làm thuốc tạo bọt để tách quặng đồng sulfide bằng phương pháp tuyển nổi.

## Thuốc tẩy uế
Dầu thông là thuốc tẩy uế gốc phenol, có tính sát trùng nhẹ. Các loại thuốc tẩy uế dầu thông tương đối rẻ tiền và khá sẵn có. Chúng có tác dụng chống lại Brevibacterium ammoniagenes, nấm Candida albicans, Enterobacter aerogenes, Escherichia coli, các vi khuẩn đường ruột gam âm, các loại mầm bệnh trong gia đình như các loại gây ra bệnh vi khuẩn Salmonella, herpes simplex típ 1 và 2, cúm típ A, cúm virus típ A/Brasil, cúm virus típ A2/Nhật Bản, các vi khuẩn đường ruột như Klebsiella pneumoniae, các vi khuẩn gây ra mùi, nấm mốc, nấm mốc sương, Pseudomonas aeruginosa, Salmonella choleraesuis, Salmonella typhi, Salmonella typhosa, Serratia marcescens, Shigella sonnei, Staphylococcus aureus, Streptococcus faecalis, Streptococcus pyogenes, Trichophyton mentagrophytes.
Tinh dầu thông cũng tiêu diệt các tác nhân gây ra thương hàn, viêm dạ dày ruột (một số), bệnh dại, bệnh tả, một vài dạng viêm màng não, ho gà, lậu mủ và một vài dạng bệnh lỵ. Tuy nhiên, nó không có tác dụng đối với các bào tử liên quan tới các bệnh như uốn ván hay bệnh than hoặc các virus không vỏ bọc như poliovirus, rhinovirus, viêm gan siêu vi B hay viêm gan siêu vi C.
Tinh dầu thông có độ độc tính tương đối thấp đối với con người, độ ăn mòn thấp và độ tồn lưu hạn chế. Tuy nhiên, nó kích thích da và các màng nhầy và có thể gây ra các vấn đề về hô hấp. Các liều cao có thể gây ra suy nhược hệ thần kinh trung ương.